# ミッドナイトジャーナル (NHK総合)
『ミッドナイトジャーナル』（英称:MIDNIGHT JOURNAL）は、1990年4月2日から1993年3月26日までNHK総合テレビジョンで放送された深夜の総合ニュース番組。初年度の1990年度は正式タイトルを『NHKミッドナイトジャーナル』としていたが、放送上では当初から一貫して『NHK』と冠していなかった。

## 概要
共に前年度まで放送されていた『NHKナイトニュース』と『スポーツタイム』が統合され、ワイド番組にしたものがこの『ミッドナイトジャーナル』である。
番組立ち上げ当初は23:00 - （翌日）0:30までという、NHKの歴史でも例のなかった日をまたいでのニュースワイドを目指す予定だったが、予算と編成スケジュールの都合で撤回され、23:00 - 23:57:30 （1991年4月以降は23:50までに短縮し、その後はローカルニュースとなる）の放送に変更された。ただし、編成上の都合により開始時刻が繰り下がったり、特集企画など本番組の企画の都合で終了時間が当初の計画に近い0:30前後になったケース、その中でも1990年5月10日は本来の終了時間である23:57.30から、直前に総合テレビで19:30 - 20:44に放送したものの時間内に収まらず未放送となった都はるみの復活コンサート（NHKホールでの公演を生中継、なお当日の本番組には都が生出演してインタビューを受けている）の終盤部分を本番組内でフォローしたために放送時間を0:33（コンサートは0:32.13まで、その後50秒間は本番組のスタジオから山根・道傳がエンディングの挨拶）まで拡大した、といった事情から結果的に日をまたいでの放送となった事例もあった。
当時はまだNHKのテレビジョン放送は「有事・特別編成以外24時終了」の原則があったため、放送開始から1年間はこの番組の終了とともに君が代が流れ、停波していたことになる。
総合司会はノンフィクションライター・山根一眞と、NHKアナウンサー（当時）の道傳愛子・宮川俊二。番組はその日のまとめのニュース、ニュース解説、スポーツニュース、特集の4本柱で構成された。特集では、曜日により邦楽、洋楽、クラシック、ジャズなどの名盤紹介をするなど、NHKの報道番組としては異色の存在だった。
1993年4月からニュース・スポーツのコーナーを外し特集コーナーに特化した情報番組ナイトジャーナル（司会:秋尾沙戸子）に継承し終了した。これに伴いスポーツタイムの放送が再開され、23:00からの定時ニュース枠（NHKニュース11の前身）を新設している。

## 関西地区での差し替え放送
1990年度の毎週金曜日の放送に限り、NHK大阪放送局と近畿圏内各局では、番組の後半（概ね23:30前後）で東京からのネットを終了し、以後通常週は「西日本経済ウィークリー」、最終金曜のみ「アジアマンスリー」という番組をコンプレックスという形で放送し、その後大阪のスタジオから全国のニュースを補完するという形を採っていた。